# Aspidosperma macrophyllum
Aspidosperma macrophyllum är en oleanderväxtart. Aspidosperma macrophyllum ingår i släktet Aspidosperma och familjen oleanderväxter.

## Underarter
Arten delas in i följande underarter:
- A. m. macrophyllum
- A. m. morii